# قرنليط
قرنليط هي معجنات رومانية ومولدوفية معطرة بخلاصة/جوهر الفانيليا أو الرَّم، بالإضافة إلى قشر الليمون، ومحشوة براحة الحلقوم، والمربى، والشوكولاتة، والسكر والقرفة، والجوز، و/أو الزبيب، مع شكل يمثل الهلال. يتم تناولها تقليديًّا خلال الأعياد في رومانيا، وخاصة خلال وقت عيد الميلاد، أو المناسبات الخاصة الأخرى.

## طالع أيضًا
- قائمة المعجنات المُحلاة[الإنجليزية]

## الملاحظات والمراجع
1. ↑  "Galerie de rețete cornulețe". raftulbunicii.ro. مؤرشف من الأصل في 2025-01-23. اطلع عليه بتاريخ 2021-03-11.

## روابط خارجية
- وصفة القرنليط نسخة محفوظة 2012-04-14 على موقع واي باك مشين.
- القرنليط الرومانية (وصفة باللغة الإنجليزية)[وصلة مكسورة]
- هلالات الفانيليا (قرنليط روماني) مع مربى البرتقال نسخة محفوظة 2020-09-30 على موقع واي باك مشين.